# Лойк
Лойк (нім. Leuk) — місто  в Швейцарії в кантоні Вале, адміністрвтивний центр округу Лойк.
Населення розмовляє німецькою мовою.

## Географія
Місто розташоване  над правою частиною Рони, між ущелиною Дала та річкою Фесшельбах на відстані близько 75 км на південь від Берна, 23 км на північний схід від Сьйона.
Лойк має площу 55,2 км², з яких на 6,2% дозволяється будівництво (житлове та будівництво доріг), 21,8% використовуються в сільськогосподарських цілях, 45,1% зайнято лісами, 26,9% не є продуктивними (річки, льодовики або гори).
Місто оточене виноградниками. 

## Історія
Поселення на місці Лойка були відомі з доримської епохи. У середні віки місто кілька разів захоплювалось представниками різних династій. Місцева економіка базувалась на транспортуванні товарів між державами Апеннінського півострова та Францією, тваринництві (випас на альпійських луках) та виноградарстві (галузь розвинена з римських часів). Також місто виробляло гравій з берегів Рони. У 1915 до міста була проведена залізнична колія.

## Демографія
2019 року в місті мешкало 3932 особи (+7,5% порівняно з 2010 роком), іноземців було 12,9%. Густота населення становила 71 осіб/км².
За віковим діапазоном населення розподілялося таким чином: 18,5% — особи молодші 20 років, 60,6% — особи у віці 20—64 років, 20,9% — особи у віці 65 років та старші. Було 1719 помешкань (у середньому 2,3 особи в помешканні).
Із загальної кількості 1699 працюючих 207 було зайнятих в первинному секторі, 243 — в обробній промисловості, 1249 — в галузі послуг.